# 廷克冰川
74°00′S 164°50′E / 74.000°S 164.833°E
廷克冰川是南極洲的冰川，位於維多利亞地的博克格雷溫克海岸，流經南十字山脈中部，最終注入伍德灣，由新西蘭探險隊命名。